# Eulaliopsis
Eulaliopsis is een geslacht uit de grassenfamilie (Poaceae). De soorten van dit geslacht komen voor in delen van Azië.

## Soorten
Van het geslacht zijn de volgende soorten bekend: 
- Eulaliopsis angustifolia
- Eulaliopsis binata
- Eulaliopsis duthiei
- Eulaliopsis sykesii